# Francis Albrew
Francis Albrew (ur. 30 kwietnia 1977) – australijska judoczka.
Srebrna medalistka mistrzostw Oceanii w 1996. Mistrzyni Australii w 1998 roku.